# The Glassworker
The Glassworker (in urdu شیشہ گر‎?, Sheesha Gar) è un film del 2024 diretto da Usman Riaz.

## Trama
La storia segue la vita del giovane Vincent e di suo padre Thomas, il proprietario di un laboratorio di oggetti ornamentali in vetro. Allo scoppio di una guerra si insedia nella città un colonnello dell'esercito, portando con sé sua figlia Alliz, una violinista. I padri di Vincent e Alliz sono su due fronti opposti in un conflitto territoriale, e il rapporto tra Vincent e suo padre viene messo a dura prova.

## Produzione
Il lungometraggio è stato diretto da Usman Riaz, al suo debutto alla regia, su sceneggiatura di Moya O'Shea. È stato prodotto da Khizer Riaz e Manuel Cristóbal, mentre la produzione esecutiva è di Apoorva Bakshi. La direzione artistica è di Mariam Paracha.
Lo sviluppo del film è durato 10 anni presso lo studio Mano Animation fondato appositamente dallo stesso regista Usman Riaz assieme a sua moglie Mariam Paracha e suo cugino Khizer Riaz. The Glassworker è il primo film d'animazione 2D prodotto in Pakistan ed ha richiesto la realizzazione di 1 477 inquadrature per un totale di più di 2 500 singoli disegni.
L'ambientazione della storia è volutamente immaginaria, nonostante essa contenga numerosi riferimenti culturali, architetturali e culinari al Pakistan. Riaz ha scelto di discostarsi da uno scenario reale per evitare rischi geopolitici e allo stesso tempo narrare liberamente le difficoltà della vita in un Paese in guerra. La tematica di opposizione alla guerra, così come il desiderio di continuare a vivere nonostante le avversità, sono ispirate ai film dello Studio Ghibli che riprendono spesso queste tematiche.
Gli oggetti in vetro presenti nel film sono ispirati al vetro di Murano, che il regista ha conosciuto da ragazzo, e per riprodurre fedelmente in animazione la tecnica della soffiatura del vetro, nonché gli oggetti risultanti e i loro colori in armonia, il team ha effettuato diverse ricerche, anche visitando il laboratorio di Peter Layton a Londra.

## Distribuzione
Il film è stato proiettato in anteprima al Festival di Annecy il 10 giugno 2024 ed è uscito nelle sale pachistane il 26 luglio 2024 su distribuzione Geo Films e Mandviwalla Entertainment.